# الاعتماد المصرفي
الاعتماد المصرفي (Creditbank S.A.L)، مصرف مالي لبناني، أسسه عام 1981 كل من:
- جوزيف خليفة
- فؤاد الزغبي

يملك البنك 25 فرعا في لبنان.